# Georg Friedrich Hildebrandt
Georg Friedrich Hildebrandt (5 de juny de 1764, Hannover, Regne de Hannover - 23 de mars de 1816, Erlangen, Ducat de Baviera) fou un farmacèutic, químic, i anatomista.

## Biografia
Hildebrandt obtingué el seu doctorat el 1783 a la Universitat de Göttingen amb Johann Friedrich Gmelin.

## Obra
Els camps de recerca de Hildebrandt foren l'estudi dels compostos de mercuri, i la naturalesa química de la calç viva, del nitrat d'amoni i de l'amoníac. També estudià la llum emesa per les descàrregues elèctriques a través de l'aire i l'ús d'òxid nítric investigat per determinar el contingut d'oxigen de l'aire. Desenvolupà un mètode per a separar la plata del coure. Escriví llibres de text de farmacologia i d'anatomia humana, i tractats sobre la verola, el somni i el sistema digestiu. Fou un dels primers a introduir les teories de Antoine Laurent Lavoisier als estats d'Alemanya.